# Cendoro (Dawar Blandong)
Cendoro is een bestuurslaag in het regentschap Mojokerto van de provincie Oost-Java, Indonesië. Cendoro telt 2969 inwoners (volkstelling 2010).